# Molophilus spinosissimus
Molophilus spinosissimus är en tvåvingeart som beskrevs av Alexander 1956. Molophilus spinosissimus ingår i släktet Molophilus och familjen småharkrankar.
Artens utbredningsområde är Taiwan. Inga underarter finns listade i Catalogue of Life.